# Weli Muhatow
Weli (Welimuhammet) Muhatow , (rus: Вели́ (Велимухаме́д) Муха́тов, Velí (Velimukhamed) Mukhàtov; també Veli Mukatov o Weli Muhadow; 5 de maig [C.J. 22 d'abril] de 1916 – 6 de gener del 2005), fou un compositor turcman,
Va compondre nombroses obres, incloent-hi diverses partitures de cinema, l'himne regional de l'RSS del Turkmenistan (que va ser utilitzat a la dècada de 1990 com a himne nacional turcman) i l'actual himne nacional del Turkmenistan. Va ser guardonat amb el títol d'Artista del Poble de l'URSS el 1965, amb el Premi Stalin el 1951 i el 1952 i amb l'Orde de Lenin dues vegades. També va ser dues vegades membre del Soviet Suprem de l'URSS.

## Biografia
Mukhatov va estudiar música des de 1929 fins a 1933 en un internat d'Aşgabat. A partir del 1936 va iniciar els estudis al departament turcmenès del Conservatori de Moscou. Les seves obres més destacades inclouen l'òpera "El final de la conca sagnant ", el poema simfònic "La meva pàtria", la simfonia "En memòria de Magtymguly", i la seva composició de 1944 de l'himne nacional de la República Socialista Soviètica del Turkmenistan.
El desembre del 1942 fou enviat al front de Stalingrad, com a part de la 99a Divisió d'Infanteria, i va resultar ferit.
Fou desmobilitzat el 1943 i tornà a Aşgabat com a director del Cor del Teatre de l'Òpera i Ballet. Aquest període va estar marcat per la composició d'una sèrie de cançons patriòtiques. Després de la guerra, Muhatow va col·laborar amb el compositor rus Adrian Xàpoixnikov per compondre l'òpera còmica "Kemine i Kazy". El 1946 va tornar al Conservatori de Moscou, va assistir a classes de composició amb Víktor Beli i Serguei Vassilenko, i s'hi va llicenciar el 1951. durant aquest període va escriure "Cantata al Partit Comunista" i "Suite turcmana". Aquest darrer treball li va valer ser guardonat amb el Premi Stalin el 1951. La composició de dissertació de Mukhatow fou el poema simfònic "La meva pàtria".El 1959 - 1961 va estudiar a l'escola de graduats del conservatori.
A partir del 1951 va exercir com a membre del consell d'administració de la Unió de Compositors Soviètics, i de forma periòdica va ser membre dels comitès per a l'adjudicació del Premi Lenin i del Premi Estatal de l'URSS, vicepresident del comitè del Premi Estatal de l'RSS del Turkmenistan, i membre del consell de la Societat URSS-Indonèsia. Va ser diputat de la quarta i cinquena sessió del Soviet Suprem de l'URSS.
Al llarg de la carrera de Mukhatow, va compondre més de 200 cançons, entre les quals hi havia "Parahatlyk uçin" ("Per la pau"), "Nebitçiniň aýdymy" ("Cançó del treballador del petroli"), "Garagumyň gülleri bar" ("Karakum floreix"), i "Lenin hakynda aýdym" ("Cançó sobre Lenin").